# 镇海渡

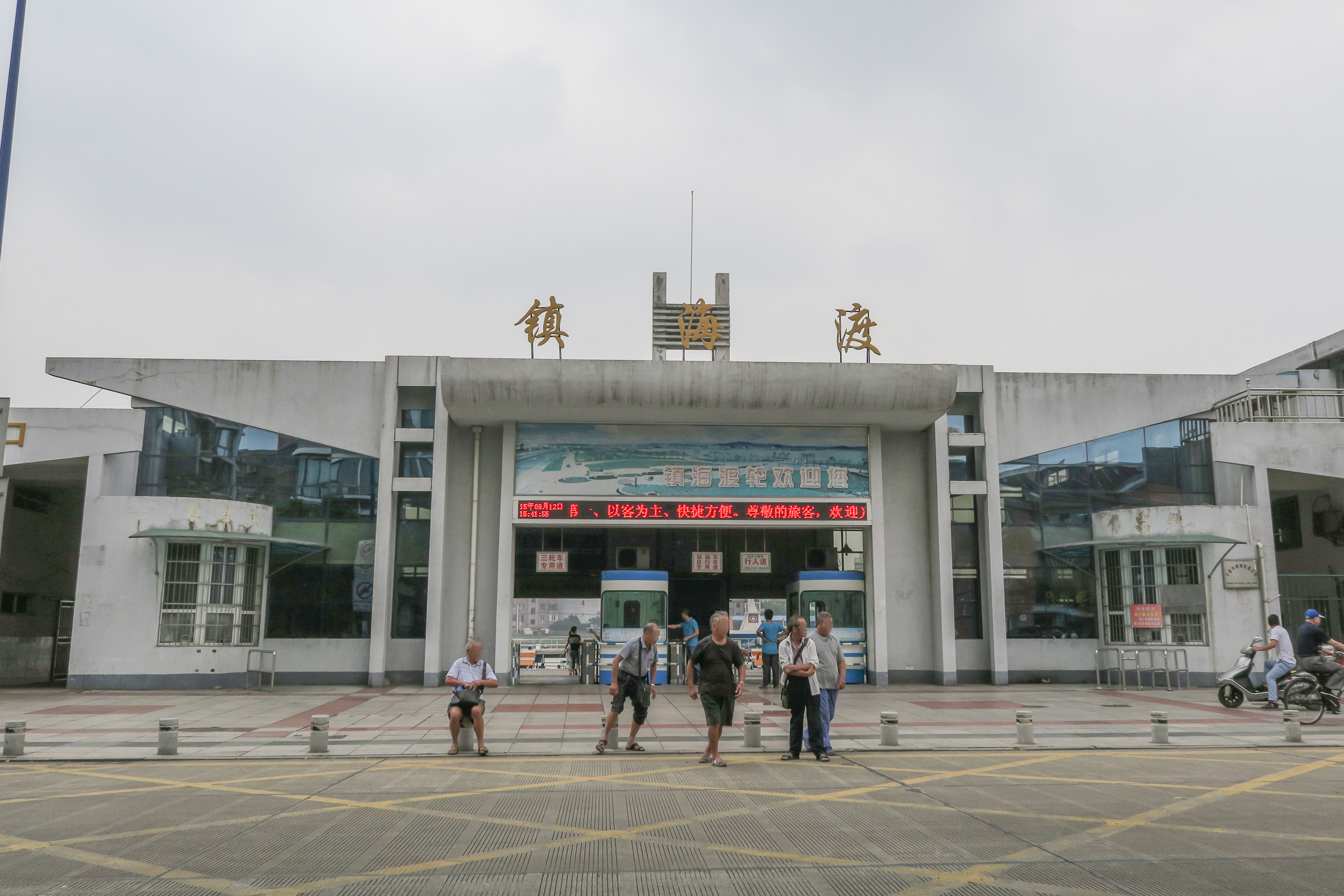
镇海渡镇海侧入口

镇海渡，又称镇海江南渡，是中国浙江省宁波市境内的一条跨甬江轮渡航线。航线北起镇海区沿江西路江北码头，南到北仑区江南码头，航程300米，其历史可以追溯到宋代定海江南渡。现有甬江两岸的轮渡码头建成于1951年。目前，镇海轮渡由镇海轮渡公司运营，拥有渡轮三艘，为宁波市范围内仅存的大型人渡。自招宝山大桥和甬江水底隧道建成后，轮渡运营处于严重亏损状态，但一段时间内仍然是甬江两岸民众往来的重要通道。现已停航，停航时间不详。

## 历史
镇海渡的历史可以追溯到北宋时的定海江南渡，又名大浃渡，所在的利涉道头为海上丝绸之路重要的码头。最初，渡口为官办，后由于掌管者横征暴敛，民怨不断。南宋淳祐年间，由庆元（宁波）知府奏请朝廷改为民渡。明代，渡口改称南关渡或大关渡，清代改称大道头渡。
镇海渡最早的过渡船只为橹摇船，1963年，摇渡正式改为轮渡。1981年，江北码头迁移至原县望道头，三年后扩建江南码头。1996年，甬江水底隧道通车后，镇海汽车轮渡停运，镇海渡成为镇海唯一的跨江渡轮航线。

## 设施

### 渡口
目前的镇海渡江北码头建成于2001年10月，设有候船厅及附属建筑共850平方米，漂浮码头3座，面积1255平方米。江南码头建成于1984年，设有简易候船棚及附属建筑493平方米，漂浮码头1座，面积243平方米。

### 渡轮

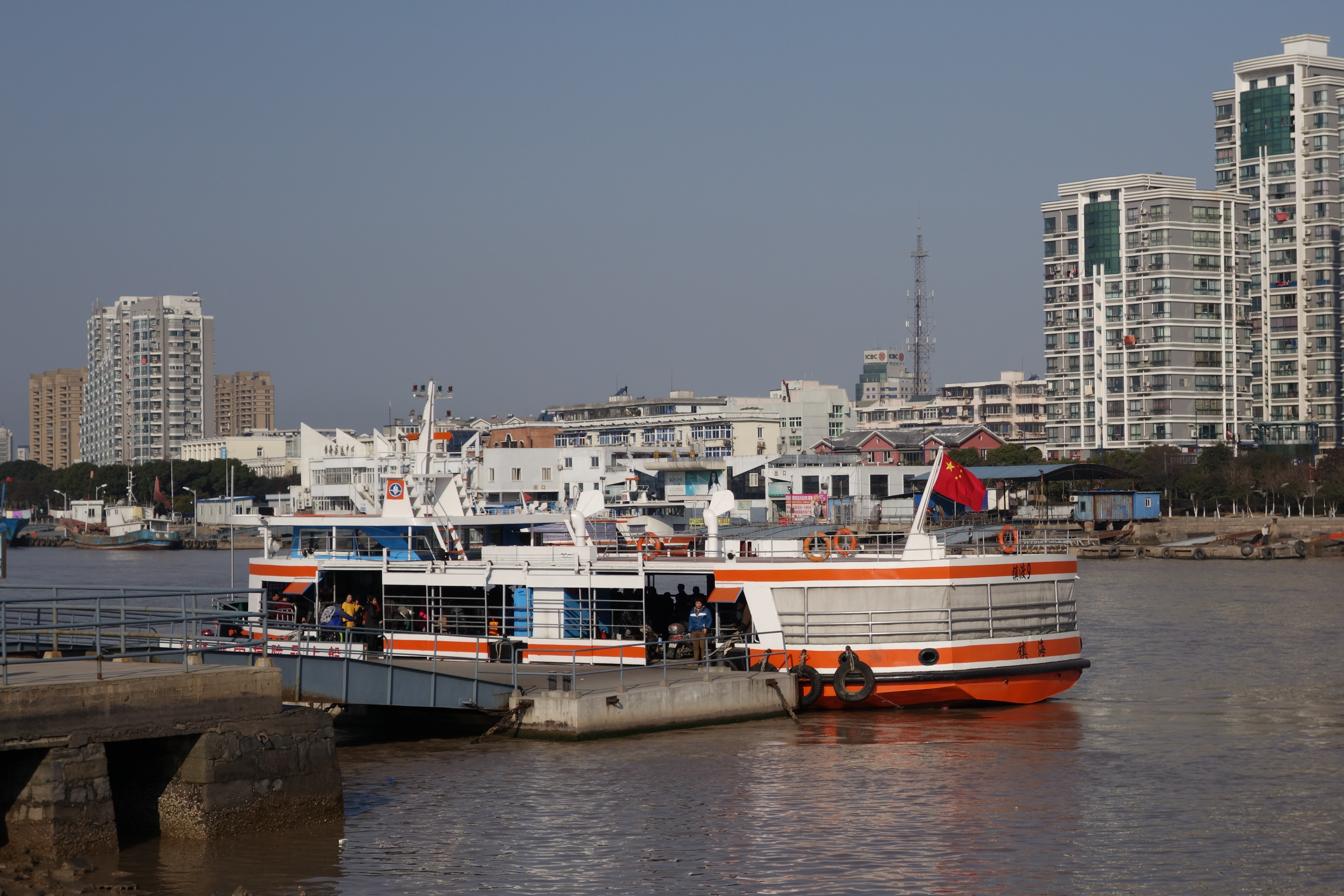
一艘停靠在江南的镇海渡渡轮

自1963年镇海渡改为轮渡起，共有“镇渡1”至“镇渡8”以及“新镇渡1”、“新镇渡3”共十艘渡轮曾在镇海渡服役。截止到2010年，镇海渡共有3艘渡轮仍在现役，即“镇渡6”、“镇渡7”和“镇渡8”，其余均已退役。其中，“镇渡6”和“镇渡7”由上海立新船厂建造于1986年。“镇渡8”由宁波海运总公司镇海船厂建造于1995年，目前为备用。三艘渡轮均为钢制船体，主机功率528马力，总吨位288吨，限载1000人。

## 运营

### 班次
镇海渡的运营时间为早上5：00至晚上22：00。其中，日间密度较高，为15分钟一班，夜间密度较底，为30分钟一班。
| 5：00——8：00   | 30分钟一班 |
| 8：00——18：30  | 15分钟一班 |
| 18：30——22：00 | 30分钟一班 |

### 售票
从20世纪80年代以来，镇海渡的过渡价格为每人每次0.5元，自2004年起提高至每人每次1元，老年人、残疾人和中小学生减半收费。自2011年1月4日起，镇海渡采用IC卡检票，原有的包渡卡退出使用。

### 亏损
由于甬江两岸人员流动较大，长期以来，镇海渡都采用“以渡养渡”的方式维持运营，而并没有纳入公共交通系统。2007年，镇海渡的客流量尚能达到700万人次，盈利十万元。但此后，随着私家车的普及，招宝山大桥、甬江水底隧道通行费用的取消以及公交线网的完善，镇海渡的客流量逐年下降，2009年客流量减少到500万人次，亏损100余万元。为此，22点以后的渡轮班次不得不取消。然而，由于公交末班车时间偏早，渡轮的过早停航使得两岸缺乏廉价的交通方式，而这也给两岸居民的出行带来了一定的不便。